# Guillem Feixas Viaplana
Guillem Feixas Viaplana es catedrático de la Facultad de Psicología de la Universidad de Barcelona. Trabaja como profesor titular en el Departament de Personalitat, Avaluació i Tractaments Psicològics desde 1992.

## Breve biografía académica
El Dr. Feixas se licencia en Filosofía y Ciencias de la Educación, sección psicología, en el año 1985 y consigue su doctorado en 1988 con la tesis titulada “Análisis de construcciones personales en textos de significación psicológica”, que supone el inicio de una línea de investigación que ha seguido desarrollándose hasta la actualidad. En el curso 1988-89 realiza una estancia posdoctoral en la Universidad de Memphis, en EE. UU. En 1990 vuelve a Barcelona con una beca ministerial de reincorporación a España de Doctores y Tecnólogos. En 1992 obtiene la plaza de Profesor Titular y en mayo de 2011 la de Catedrático en el Departamento de Personalidad, Evaluación y Tratamientos Psicológicos de la Facultad de Psicología de la Universidad de Barcelona.
A lo largo de su trayectoria profesional se forma en distintos modelos terapéuticos (cognitivo, humanista, existencial, sistémico, hipnosis) y colabora con el movimiento integrativo en psicoterapia. En 1994 obtiene la acreditación de la Federación Española de Asociaciones de Psicoterapia como psicoterapeuta y supervisor docente. Es miembro fundador de ASEPCO, del cual también es psicoterapeuta acreditado, y pertenece a distintas sociedades científicas y profesionales. Como investigador comprometido con la psicología clínica, es considerado un referente nacional e internacional sobre constructivismo en psicoterapia así como en Teoría de los Constructos Personales. Una de sus principales aportaciones a la investigación en psicología ha sido el desarrollo de la Técnica de rejilla formulada originalmente por George Kelly a través la creación del programa RECORD. Esta técnica de evaluación psicológica permite explorar la visión subjetiva que las personas construyen sobre sí mismas, las personas significativas de su entorno y el mundo. En particular, ha desarrollado un método para identificar conflictos cognitivos con esta técnica con la que ha realizado numerosas investigaciones publicadas en revistas nacionales e internacionales, y ocupa un lugar destacado en análisis bibliométricos recientes.

## Actividad investigadora
El Dr. Feixas ha realizado una contribución sustancial en el desarrollo y aplicación de la epistemología constructivista en psicoterapia. En la actualidad su línea principal de investigación se centra en estudiar el papel de los conflictos cognitivos en la salud mental (trastornos de ansiedad, trastornos alimentarios, trastornos afectivos, fibromialgia, entre otros). El desarrollo de esta línea de investigación comenzó en 1999 con la puesta en marcha del Proyecto Multicéntrico Dilema. El proyecto ha generado gran interés  a nivel nacional e internacional y en la actualidad numerosos investigadores procedentes de más de una docena de universidades (Universidad de Salamanca, la Universidad de Sevilla, la Universidad Pontificia de Comillas, la Universidad degli Studi di Milano-Bicocca en Italia, la Universidad de Hertfordshire en Londres, la Universidad de do Minho en Portugal, la Fundación Aigle en Argentina, la Universidad Autónoma del Estado de México, la Universidad de La Frontera, la Universidad Católica de Chile, la Universidad Antonio Nariño en Colombia y la Universidad de Western Cape en Sudáfrica) se han sumado al desarrollo del proyecto.
El Dr. Feixas es autor de 10 libros y más de 30 capítulos de libros y ha publicado más de 80 artículos en revistas científicas especializadas. Asimismo, ha impartido un gran número de ponencias en congresos científicos nacionales e internacionales. Ha participado también en una decena de proyectos de investigación financiados en convocatorias competitivas, siendo el Investigador Principal de varios de estos proyectos. Es miembro del consejo editorial y revisor de numerosas revistas científicas como la Revista de Psicoterapia, Revista Argentina de Clínica Psicológica, Redes-Revista de psicoterapia relacional e intervenciones sociales, Revista de Psicopatología y Psicología Clínica, Anuario de Psicología Clínica y de la Salud/Annuary of Clinical and Health Psychology, Journal of Constructivist Psychology, Journal of Psychotherapy Integration y Personal Construct Theory & Practice.

## Contribución a la formación de profesionales
El Dr. Guillem Feixas también ha contribuido a la formación de un número importante de profesionales en el campo de la investigación (ha dirigido varias tesis doctorales) y la clínica. Es director de varios programas de formación de postgrado en el ámbito de la psicoterapia como el Master en Terapia Cognitivo Social, que cuenta ya con 29 ediciones, el Postgrado en Hipnosis Clínica, Master de Intervención Psicológica en los Trastornos de la Conducta Alimentaria y Obesidad, Master de Terapia Sexual y de Pareja, y el Master en Trastorno Mental Grave.

## Obras escogidas
- Feixas, G. (coord.), Armadans, I., Baeza, R., Gimeno-Bayón, A., Jarque, L., Pacheco, M., Pubill, M. J., Villegas, M. (2007). Teràpies Psicològiques. Barcelona: Editorial UOC.
- Feixas, G., y Villegas, M. (2000). Constructivismo y psicoterapia (3ª ed. revisada). Bilbao: Desclée de Brouwer.
- Feixas, G. y Miró, M.T. (1993). Aproximaciones a la psicoterapia: Una introducción a los tratamientos psicológicos. Barcelona: Paidós.